# Embase
Embase est une base de données bibliographiques couvrant près de 8 500 revues biomédicales de 90 pays. 
Elle est disponible en ligne à travers un certain nombre de fournisseurs d'interface de bases de données. Son accès est payant.

## Caractéristiques
Embase est une base de données bibliographiques gérée par l'éditeur néerlandais Elsevier. Elle exploite les informations issues de près de 8 500 revues (dont environ 2 900 titres non indexés dans MEDLINE), mais aussi  d'environ 6 000 congrès, des livres ou de brevets. Environ 30 000 000 documents sont ainsi indexés,. L'indexation exploite un thesaurus de Elsevier, Emtree.
À la différence de MEDLINE, base concurrente, l'accès est payant moyennant un abonnement préalable. Elle complète la couverture offerte par MEDLINE. Sa mise à jour est quotidienne.

## Domaines couverts
- Médecine alternative
- Sciences biologiques (médecine humaine)
- Biochimie
- Ingénierie biomédicale et instrumentation médicale
- Biotechnologie
- Médecine clinique et expérimentale
- Médicaments
- Sciences de l'environnement
- Science médico-légale
- Gestion hospitalière
- Médecine du travail
- Dispositifs médicaux
- Hygiène du travail
- Pédiatrie
- Pharmacie
- Pharmacologie et pharmacothérapie
- Pharmaco-économie
- Santé publique.

### Sources sur le web
- « Excerpta Medica Database (EMBASE) », sur le portail du réseau de recherche en santé et sécurité du travail du Québec (RRSSTQ).
- Patricia Volland-Nail, « Optimiser sa recherche d'information dans le domaine biomédical », Unité régionale de formation à l'information scientifique et technique de Rennes.
- « Liste alphabétique des bases de données bibliographiques », Unité régionale de formation à l'information scientifique et technique de la Sorbonne.
- (en) « Backfile reveals biomedical history », sur le site researchinformation.